# Aups
Aups (okzitanisch Aups) ist eine französische Gemeinde mit 2254 Einwohnern (Stand 1. Januar 2022) im Département Var in der Region Provence-Alpes-Côte d’Azur.

## Geographie
Aups liegt in 500 m Höhe an den ersten Ausläufern der Alpen (Aups ist der okzitanische Name der Alpen). Wegen seiner Nähe zur Verdonschlucht und dem Lac de Sainte-Croix nennt sich der Ort auch Tor zum Verdon. Direkt vom Ort aus erhebt sich das Espiguières-Gebirge mit seinen von zahlreichen Grotten und Karsthöhlen durchbohrten Tuffsteinwänden auf 880 m aus dem fruchtbaren, vom Grave bewässerten Tal.
Das Klima in Aups ist ein trockenes, gemäßigtes Mittelmeerklima. Die Entfernung zum Meer beträgt etwa 60 Kilometer, die Skiorte der Alpen sind 80 Kilometer entfernt.
In der Ebene setzt sich die Vegetation vorwiegend aus Aleppo-Kiefern, Stein- und Flaumeichen für die Trüffelzucht sowie Olivenbäumen zusammen. Über einer Höhe von 700 m, auf den Alpenausläufern im Norden der Gemeinde wächst eine Macchie aus Waldkiefer, Garigue, Buchsbaum und Kermes-Eiche. Seit 2000 gehört das Gebiet der Gemeinde Aups zum Regionalen Naturpark Verdon.

## Geschichte
Aups Geschichte reicht in die römische Zeit zurück, als dort die Oxybier siedelten. Ursprünglich wurde der Ort Oppidum de Alpibus (lateinisch befestigte Alpensiedlung) genannt, später Castrum de Alpibus (Alpenlager), woraus Castrum de Almis, Alps und schließlich Aups wurde. Die Siedlung befand sich an der Via Aurelia zwischen Fréjus (Forum Julii) und Riez (Forum Reii). Gaius Iulius Caesar kam auf seinem Eroberungsfeldzug nach Gallien über diesen Weg. Möglicherweise bezog er sich auf Aups, als er, wie der griechische Schriftsteller Plutarch berichtet, in einem kleinen Alpendorf gesagt haben soll, er sei lieber der Erste hier als der Zweite in Rom. In der Umgebung von Aups berichten zahlreiche Spuren wie beispielsweise ein ehemaliges Hospital oder die Meilensteine auf der Hochebene Plan de Canjuers (lateinisch Campus Iulii, Feld des Julius [Cäsar]) von der Präsenz der Römer.
Im 10. Jahrhundert wurde Aups von den Sarazenen verwüstet, bevor diese in der Schlacht von Tourtour geschlagen wurden.
Das ehemalige Adelskapitel von Valmoissine wurde 1499 von Papst Alexander VI. nach Aups verlegt.
König René I. richtete 1532 in Aups, das zuvor zu Barjols gehörte, eine eigene, unabhängige Vogtei ein. Schon ein Jahr später fiel die Herrschaft wieder zurück nach Barjols, als der Ritterkönig Franz I. eine Bezirksreform veranlasste.
Die Herrschaft von Aups lag seit dem Jahr 1000 bei den Herzögen von Blacas d’Aulps, einer historisch bedeutenden Familie in der Region. Allerdings erreichte es Aups in einem Prozess, der im 14. Jahrhundert begann und fast vierhundert Jahre bis ins Jahr 1712 andauerte, juristisch niemandem als dem König von Frankreich und Navarra selbst unterstellt zu sein. Zur Erinnerung an die Freude, die dieser Sieg bereitete, ließen die Bewohner von Aups eine Glocke gießen, die bis heute im Campanile des Turms Tour de l'Horloge zu sehen ist. Sie trägt die Inschrift "Ich bin die Freude der ganzen Welt".
Im 16. Jahrhundert wurde Aups während der Hugenottenkriege Schauplatz blutiger Auseinandersetzungen, als der Ort von Hugenotten unter Führung des Barons von Allemagne-en-Provence geplündert und 18 Bewohner des Ortes ermordet wurden. Die Vierge du Massacre wurde zum Gedenken an diese Tat am Ort des Geschehens in der Rue de l'Horloge aufgestellt.
Während der Französischen Revolution erduldete der Ort manch weiteres Blutbad. Etwa ein halbes Jahrhundert später wurde Aups zum Zentrum des republikanischen Aufstandes im Département Var gegen den Staatsstreich Napoléons III. im Jahr 1851, was der Gemeinde den Beinamen Zentrum des Roten Var (Centre du Var Rouge) einbrachte. Die Gegenoffensive unter Oberst Pastoureau erreichte Aups am 10. Dezember des Jahres und endete wiederum in einer blutigen Menschenjagd. An die zahlreichen Opfer unter den Republikanern erinnert ein Obelisk auf dem Platz Place Louis Martin Bidouré.
Während des Zweiten Weltkrieges war Aups eine Hochburg der Résistance.

## Wirtschaft

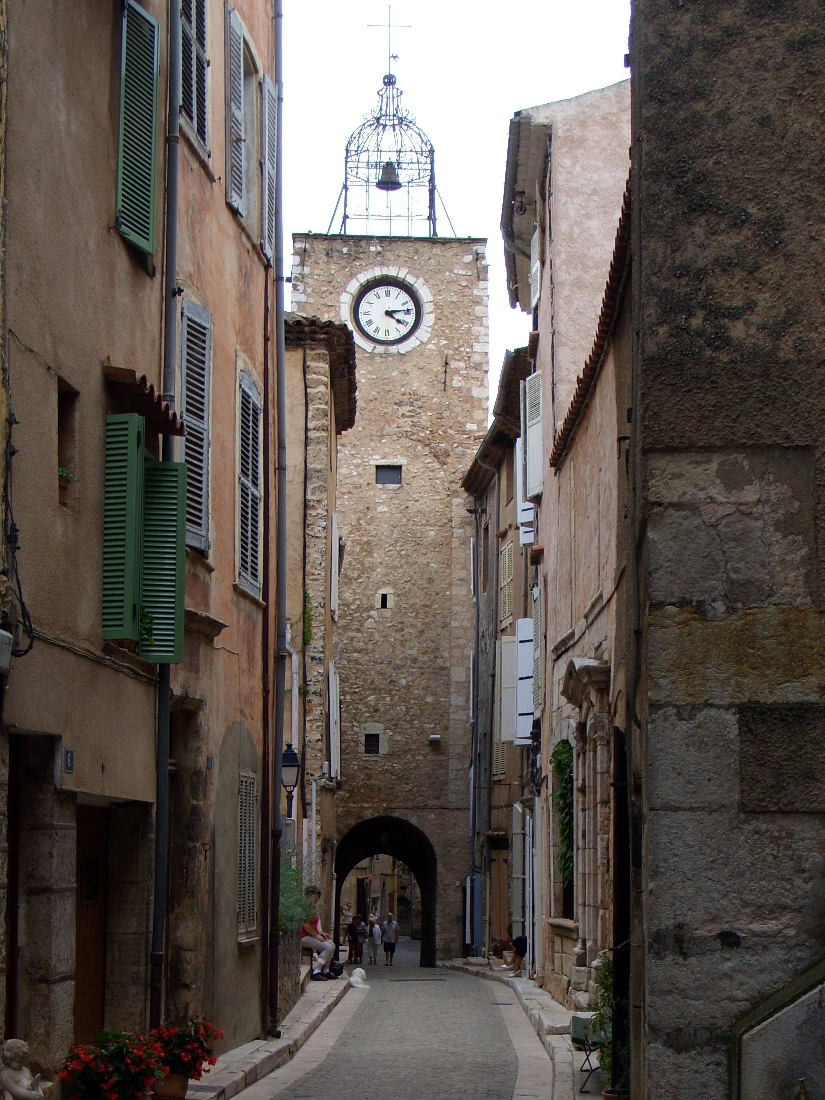
Rue de l'horloge

Heute lebt Aups vor allem vom Tourismus, aber auch der Weinbau, die Trüffelsuche, Kunsthandwerk, Baugewerbe und Jagd sowie traditionell provenzalisches Handwerk, Schreinerei, Imkerei und die Herstellung von Olivenöl haben noch ihren Platz.
In Aups findet der drittgrößte Markt für schwarze Trüffel aus Frankreich statt. Die schwarze Olivensorte Bouteillan stammt von hier und heißt auch Plant d'Aups.

### Tourismus
Aups ist die Drehscheibe des Haut Var. Mit der Verdonschlucht und dem Lac de Sainte Croix im Hinterland kommen zahlreiche Touristen nicht zuletzt wegen des berühmten provenzalischen Marktes, der jeden Mittwoch und Samstagvormittag abgehalten wird, nach Aups.
Dort bieten dann die mittelalterliche Straßen und Gassen, die Stiftskirche Saint-Pancrace, die Kapelle Notre-Dame de la Délivrance und die Ruinen von Schloss und Stadtmauer weitere sehenswerte Ziele.
In der Ursulinenkapelle in der Rue du maréchal Joffre befindet sich ein dem Maler Simon Segal (1898–1969) und der Pariser Schule gewidmetes Museum für moderne Kunst.

### Wirtschaftsgeschichte
Von verhältnismäßig wichtiger Bedeutung waren die Gerberei (vgl. Rue des Tanneurs), die Seidenraupenzucht und die Ziegelherstellung in alten Kalköfen.

## Persönlichkeiten
- Ein Teil der Fürstenfamilie von Blacas d’Aulps wurde in Aups oder in Vérignon geboren.
- Pierre Petit (1832–1909) war einer der prominentesten Fotografen des 19. Jahrhunderts. Sein Bild Pius IX. war das erste Foto, das von einem amtierenden Papst angefertigt wurde.
- General Jean-Baptiste Girard (1775–1815). Girard diente 17 Jahre der Armee und fiel 1815 auf dem Feld in der Schlacht bei Waterloo. Er war Oberbefehlshaber der Ehrenlegion, Pair von Frankreich und Fürst von Ligny.
- der Schauspieler Raimu (1883–1946), bürgerlich Jules Auguste César Muraire, hatte ein Anwesen zwischen dem Ursulinenkonvent, der Grave und dem Grabmal der Fürsten von Blacas. Der große, majestätische Garten ist von der Straße D 957 Richtung Lac de Sainte-Croix und Moissac-Bellevue zu sehen.
- J. R. R. Tolkien (1892–1973), britischer Schriftsteller und Philologe, hatte ein Ferienhaus nahe der Stadtmitte.
- Simon Segal (1898–1969) war ein Maler der Ecole de Paris. Ein Museum in Aups ist ihm gewidmet. 56 Werke Segals (darunter Bilder der Stadt Aups) sind dort ausgestellt.